# Jean Pierre Biyiti bi Essam
Jean Pierre Biyitti bi Essam, né le 20 décembre 1949  à Mvoula près d'Ebolowa au Cameroun est l'actuel ambassadeur extraordinaire et plénipotentiaire de la République du Cameroun auprès de l'État d'Israël. Nommé par le décret présidentiel n°2018/347 du 31 mai 2018 portant nomination d'un ambassadeur.

## Biographie
Jean Pierre Biyitti bi Essam est marié et père de trois enfants. L'ancien ministre des postes et télécommunications reconnaît son fils aîné après 43 ans devant les instances judiciaires du Cameroun.

## Enfance, éducation et débuts
Jean Pierre Biyitti bi Essam est titulaire de doctorats en sémiologie (analyse et histoire des textes), en sociologie (sciences de l'information et de la communication), d'un diplôme d'arts et techniques audio-visuels et d'un diplôme supérieur de journalisme.

## Carrière
Jean Pierre Biyitti bi Essam est un journaliste de formation, spécialement en presse écrite. Il fait ses classes à l'École supérieure de journalisme de Yaoundé puis il travaille au quotidien Cameroun tribune. En 1990, il est cadre à la chaîne de télévision nationale Crtv au Cameroun, où il est directeur de l'information. Après la télévision, il débute dans l'administration où il est de 1991 à 1993 chargé d'étude au ministère de l'informatique et de la recherche scientifique et technique ; puis conseiller technique au ministère de l'enseignement supérieur, poste qu'il quitte en 1995 en devenant chargé de missions au secrétariat de la présidence, puis secrétaire général du ministre des postes et télécommunications ; c'est ainsi qu'il se voit promu ministre des postes et télécommunications en 2009, poste qu'il occupe jusqu'en 2015. Il est remplacé par Minette Libom Li Likeng. Pendant qu'il était encore ministre, il démontre comment bâtir un Cameroun numérique ; il est nommé ensuite, par décret présidentiel n°2018/347 du 31 mai 2018, ambassadeur extraordinaire et plénipotentiaire de la République du Cameroun auprès de l'État d'Israël, poste qu'il occupe jusqu'à nos jours.

## Œuvre
Jean Pierre Biyitti bi Essam, Cameroun: complots et bruits de bottes, Yaoundé, L'Harmattan Cameroun, 2004, 120 p. (ISBN 2-85802-484-7).